# Levantita
La levantita és un mineral de la classe dels silicats que pertany al grup de la latiumita. Rep el nom del Llevant, una àmplia zona històrica a la Mediterrània oriental, a on es troba la localitat tipus d'aquesta espècie.

## Característiques
La levantita és un silicat de fórmula química KCa₃Al₂(SiO₄)(Si₂O₇)(PO₄). Va ser aprovada com a espècie vàlida per l'Associació Mineralògica Internacional l'any 2017, sent publicada per primera vegada el 2019. Cristal·litza en el sistema monoclínic. La seva duresa a l'escala de Mohs és 5.
L'exemplar que va servir per a determinar l'espècie, el que es coneix com a material tipus, es troba conservat a les col·leccions del Museu Mineralògic Fersmann, de l'Acadèmia de Ciències de Rússia, a Moscú (Rússia), amb el número de registre: 4898/1.

## Formació i jaciments
Va ser descoberta al Har Parsa, a Tamar (Districte del Sud, Israel). També ba estat descrita a la formació Hatrurim. Aquests dos indrets són els únics de tot el planeta on ha estat descrita aquesta espècie mineral.